# Лукьяново (Осташковский район)
Лукьяново (в 1859 г. — Лутьяново) — деревня в Осташковском районе Тверской области (Россия). Входило в состав Щучьенского сельского поселения.
Находится на расстоянии 4 км к северо-востоку от села Щучье, на вершине открытого холма, с которого хорошо видны озеро Тихмень и долина реки Каменки, угадывается низина озера Каменного. К ней ведёт широкая профилированная песчано-гравийная дорога от автотрассы «Гринино-Щучье-Роги». Ближайшая остановка автобуса в селе Щучьем. Расстояние до Осташкова — 36 км.

## История
В 1859 году в д. Лутьяново Щучьенского прихода Щучьенской волости Осташковского уезда Тверской губернии проживало 230 государственных крестьян в 35 дворах. После отмены крепостного права к 1889 году численность населения увеличилась до 325 человек.
В 30-е годы XX века в д. Лукьяново Щучьенского сельсовета организован колхоз «Красный Октябрь», располагавший 1440 га земли. В колхозе были кузница, маслобойня, мельница, шерстомойка и шерстобитка. Помимо сельско-хозяйственных работ крестьяне занимались лесозаготовками, производством телег и саней, добычей торфа. Перед войной в деревне велось 57 хозяйств.
После войны в 1950 году в деревне проживало 255 человек, многие — беженцы из районов, находившихся под оккупацией. К 1968 году население сократилось в 2 раза — до 129 человек, а к 1989 году осталось 42 человека в 24 хозяйствах. В 1998—2002 годах в деревне оставалось 29 человек в 20 домохозяйствах, в основном, пенсионеры. 
Постройки деревни образуют одну широкую, неровную улицу с ухабистой проезжей частью. Из почти 40 домов 34 кирпичные, многие побеленные, некоторые в руинах. На въезде в деревню находятся постройки опустевшей животноводческой фермы.

## Известные уроженцы
В деревне родился Т. И. Прокофьев — Герой Советского Союза, участник «десанта Ольшанского».